# Skiringe
Skiringe är en herrgård i Mellösa socken, Flens kommun.

## Historik
Skiringe omtalas i dokument första gången 1367, då Johan i Öja, Malma socken bytte bort 1 öresland i Skiringe mot jord i Orrhammar, Flens socken. 1424 bytte Jöns Davidsson till sig 20 penningland i Skiringe mot jord i Salsta, Flens socken. 1432 bytte Nils Davidsson till sig 20 penningland i Skiringe av Halsten i Hosjö, Malma socken mot jord i Hosjö. 1460 testamenterade Kristina i Skiringe sin gård här, som hon fått i morgongåva av sin avlidne make Jöns Davidsson till sonen Ulf Torstensson (Skiringeätten). Skiringe var sätesgård för henne vid denna tid, och 1473–1482 för sonen Ulf Torstensson. 1482 sålde Ulf Torstensson 4 öresland i Skiringe jämte jord i Vik till Åke Jönsson (Svarte skåning), som han året därpå fick fasta på. Åke Jönssons fogde anges 1494 uppbära 4 tön säd årligen av Skiringe. I årliga räntan på 1500-talet upptas Skiringe som ett mantal frälse, 1562 tillhörigt Johan Åkesson (Natt och Dag), 1573 tillhörigt Margareta Axelsdotter (Bielke).
Under 1600-talet anges Skiringe inneha sätesfrihet och ägas av Ture Sparre. Senare kom det i grevliga ätten Spens ägo och gjordes på 1740-talet till fideikommiss samt utbyttes som sådant 1775 mot Börstorp i Västergötland och samma år av majoren greve Fredrik Spens och hans maka Ulrika Eleonora Falkenberg till majoren Johan Jakob Drakenhjelm och hans maka Charlotta von Höpken. Gården stannade sedan inom släkten Drakenhjelm till 1863 då Stocktorp med kvarn och såg köptes av Adolf Leonard Nordvall och Skiringe med underlydande gårdar kom till hans dotter Gerda Augusta Nordvall, gift med överstelöjtnanten Pontus Svinhufvud. Gerda Augusta Svinhufvud sålde senare Skiringe till Backa-Hosjö AB, 1919 köptes det av godsägaren Ernst Karlsson.
Nuvarande corps de logi i två våningar i timmer uppfördes troligen ursprungligen på 1600-talet, utvändigt är det klätt med putsat tegel från gårdens eget tegelbruk. En flygelbyggnad av samma material som huvudbyggnaden härrör troligen även den från 1600-talet.